# بانش هافمن
 بانش هافمن (انگلیسی: Banesh Hoffmann؛ زاده ۶ september ۱۹۰۶ درگذشته ۵ اوت ۱۹۸۶ (۷۹ ساله)) یک دانشمند اهل بریتانیا بود. 